# Khaby Lame
Khabane Serigne Lame, detto Khaby (AFI: /kaban seʁiɲe laːm/; Dakar, 9 marzo 2000), è un influencer e tiktoker senegalese naturalizzato italiano famoso per i suoi video-reaction muti di genere comico pubblicati su TikTok piattaforma in cui dal 23 giugno 2022 risulta essere l'utente più seguito al mondo, avendo superato Charli D'Amelio che in precedenza deteneva questo primato.

## Biografia
Nato a Dakar nel 2000, Lame si trasferì con la sua famiglia in un complesso di edilizia popolare a Chivasso, in Piemonte, quando aveva un anno. Ha lavorato come operatore di macchine CNC in uno stabilimento vicino a Torino, prima di essere licenziato nel marzo 2020, allo scoppio della pandemia di COVID-19.
Dopo il licenziamento, nel corso del lockdown pandemico, ha iniziato a pubblicare video su TikTok. I suoi primi video lo mostravano ballare e guardare i videogiochi, e sono stati per lo più girati e sottotitolati in italiano. È diventato popolare con i suoi video di risposta ai video che descrivono "life hack" eccessivamente complicati, in cui svolge lo stesso compito, ma in modo semplice, senza dire nulla, e muovendo le mani a palmi aperti verso l'alto in direzione dell’oggetto, per evidenziare la facilità dell’operazione appena conclusa.
Nell'aprile 2021 ha superato Gianluca Vacchi come TikToker italiano più seguito e, nel luglio 2021, ha superato Addison Rae, diventando il secondo TikToker più seguito. Nell'agosto 2021 è apparso come co-protagonista per l'annuncio del passaggio alla Juventus di Manuel Locatelli. Nel settembre 2021 ha partecipato alla Mostra del Cinema di Venezia come ospite alla prima proiezione del film Illusioni perdute di Xavier Giannoli.
A gennaio 2022 ha firmato una partnership pluriennale con Hugo Boss ed è apparso nella campagna #BeYourOwnBoss. Sempre a gennaio presta la sua immagine come protagonista del fumetto Super Easy, scritto da Giulio D'Antona, disegnato da Pietro B. Zemelo e edito da Arnoldo Mondadori Editore, poi tradotto in francese e tedesco. Nel marzo 2022 gli è stato assegnato il Premio la Moda Veste la Pace, riconoscimento che l'organizzazione African Fashion Gate conferisce ogni anno presso il Parlamento europeo. È stato scelto dal Festival di Cannes come membro della giuria che ha valutato il concorso di cortometraggi, due settimane dopo la sua partnership con TikTok. Il 17 agosto seguente ha giurato ed ottenuto la cittadinanza italiana.
Nel 2023 il videogioco Fortnite ha introdotto un personaggio giocante ispirato a Khaby Lame. Dallo stesso anno si avvale del manager Nicola Paparusso che gli ha procurato un cameo nel film Bad Boys: Ride or Die del 2024.
Nel febbraio 2025, Khaby Lame è stato nominato Ambasciatore di buona volontà dell'UNICEF, in particolare per il suo impegno a favore dei diritti dei bambini e dei giovani in Africa.
Nel giugno 2025, a Las Vegas, in Nevada, l'ICE lo ha arrestato per via del visto scaduto ed espulso dagli Stati Uniti.

## Vita privata
Lame è di religione islamica. Dal 2021 vive a Milano.
Il suo patrimonio netto stimato è compreso tra 1,3 e 2,7 milioni di dollari.
Nel novembre 2023 si è sposato con la modella Wendy Thembelihle Juel, dalla quale ha divorziato nel maggio 2024.

## Critica
- Taylor Lorenz e Jason Horowitz del New York Times hanno attribuito il successo di Lame alla sua "qualità di uomo comune, esasperato in senso universale" e hanno descritto la sua ascesa alla fama come diversa dalla maggior parte delle star di TikTok in quanto "completamente naturale".[7]
- Samir Chaudry, il fondatore di The Publish Press, una newsletter incentrata sull'economia creativa, ha affermato che il fascino di Lame era dovuto al fatto che rappresentava la vittoria de "l'autenticità sulla produzione" e "non si sforzava troppo".[7]
- Lame ha attribuito la sua ascesa alla fama alle sue espressioni facciali umoristiche e al suo silenzio, che ha descritto come "un modo per raggiungere il maggior numero possibile di persone".[34] A ottobre 2021, 8 dei 25 video più apprezzati su TikTok sono suoi.[35]

## Televisione
- Italia's Got Talent (Disney+, 2023)  Giudice

## Opere
- Il diario di Khaby. C'è sempre il modo di non complicare le cose, collana I Grandi, Mondadori, 2022, ISBN 978-88-0475-024-6.